# B-Side Ourselves
B-Side Ourselves ist eine 1992 veröffentlichte EP der US-amerikanischen Hard-Rock-Band Skid Row. Sie enthält fünf Titel, die ausschließlich Coverversionen von Songs anderer Künstler sind.

## Hintergrund
Die fünf enthaltenen Titel waren Songs von Bands, die die künstlerische Laufbahn der Skid-Row-Mitglieder beeinflusst hatten. Hierzu zählten The Ramones, Kiss, Judas Priest, Rush und Jimi Hendrix. Die Coverversion von Delivering the Goods wurde bei einem Skid-Row-Auftritt am 17. März 1992 in Phoenix (Arizona) aufgenommen, bei dem Judas-Priest-Sänger Rob Halford einen Gastauftritt hatte. B-Sides Ourselves sollte ursprünglich nur ein Lückenfüller zwischen Slave to the Grind und dem nächsten Studioalbum der Gruppe werden, am Ende benötigte Skid Row aber drei Jahre, um das Album Subhuman Race fertigzustellen und zu veröffentlichen.
| Nr.          | Titel                               | Autor(en)                               | Gastmusiker  | Länge |
| ------------ | ----------------------------------- | --------------------------------------- | ------------ | ----- |
| 1.           | Psycho Therapy (The Ramones)        | Dee Dee Ramone, Johnny Ramone           |              | 2:30  |
| 2.           | C’mon and Love Me (Kiss)            | Paul Stanley                            |              | 3:23  |
| 3.           | Delivering the Goods (Judas Priest) | Glenn Tipton, K.K. Downing, Rob Halford | Rob Halford  | 4:55  |
| 4.           | Look What You’re Doing (Rush)       | Geddy Lee, Alex Lifeson                 |              | 4:26  |
| 5.           | Little Wing (Jimi Hendrix)          | Jimi Hendrix                            |              | 3:19  |
| Gesamtlänge: | Gesamtlänge:                        | Gesamtlänge:                            | Gesamtlänge: | 18:33 |

## Rezeption
Thomas Kupfer schrieb für Rock Hard, Man könne zu Skid Row stehen wie man wolle – auf der Tour mit den L A. Guns hätten „die Jungs um Frontmann Sebastian Bach die Kritiken all derer entkräftet“, die dem Quintett „seit Beginn seiner Karriere einen Teenie-Status anhängen“ wollten. Die Gruppe sei damals „mit einer dermaßenen Power durch Deutschlands Konzerthollen“ gewirbelt, das es „ein wahrer Genuß“ gewesen sei, und „nicht wenige von der besten Power Metal Band seit Vicious Rumors“ gesprochen hätten. Die „eingangs erwähnte Live-Power“ habe Skid Row „noch um einiges überzeugender“ als bei ihrem Album „Slave To The Grind“ auf Vinyl gebannt. Sie versprühten „eine extreme Spielfreude“ und schafften es, „alte Klassiker wie 'Psychotherapy' (Ramones), 'Little Wing' (Jimi Hendrix), 'C'mon And Love Me' (Kiss) und 'What You're Doing' (Rush) reichlich zeitgemäß klingen“ zu lassen. „Zusätzlich interessant“ würde diese Scheibe „durch den Judas Priest-Standard 'Delivering The Gods', den Mr.Bach und Mr.Halford während einer Show in Phoenix/Arizono live im Duett“ gesungen hätten.
Stephen Thomas Erlewine schrieb für Allmusic, B-Sides Ourselves sei „kein schlechter Weg gewesen, sich aus dem Scheinwerferlicht heraus zu begeben.“ Es sei eine Sammlung von fünf Coverversionen, die „zur besten Musik“ zählten, die „Skid Row je aufgenommen“ hätten, einfach, weil sie so „rau und voller Energie“ sei. Skid Row legten ein „halsbrecherisches Tempo vor“ und hätten „bösartigen Rock and Roll erschaffen,“ der lebendiger sei als bei ihren beiden vorhergehenden Alben. Es sei der Band gelungen, diese Kraft zu schützen und mit in die Produktion ihres nächsten Studioalbums (Subhuman Race) zu nehmen.